# Élie de Gontaut-Biron
Pour les autres membres de la famille, voir Famille de Gontaut-Biron.
Anne-Armand-Élie de Gontaut-Biron est un homme politique et diplomate français né à Paris le 9 septembre 1817 et mort dans la même ville le 3 juin 1890.

## Biographie
Élie de Gontaut-Biron est le fils d'Aimé-Charles-Zacharie-Élisabeth de Gontaut-Biron et d'Adélaïde de Rohan Chabot. il achète dans les Basses-Pyrénées le château de Navailles, qu'il fait restaurer.

### Mandats électifs
- Maire de Navailles-Angos de 1860 à 1890.
- Conseiller-général du canton de Morlaas
- Député des Basses-Pyrénées de 1871 à 1876.
- Sénateur des Basses-Pyrénées de 1876 à 1882[1].
- Ambassadeur de France à Berlin de 1872 à 1877.

Royaliste, il est élu député des Basses-Pyrénées, siège à droite, se prononce pour l'abrogation de la loi d'exil, pour les prières publiques. L'une de ses lettres adressées à Thiers ayant marqué celui-ci, il lui propose l'ambassade de Berlin qu'Elie de Gontaut-Biron finit par accepter. Homme du monde accompli, il parvient à faire apprécier à la cour de Berlin ses qualités de diplomate et obtient de l'empereur Guillaume 1er, en 1873, le retrait anticipé des forces d'occupation prussiennes en France. il reste ambassadeur de France à Berlin jusqu'en 1877, tout en étant député, puis sénateur.
Ses fils, Joseph de Gontaut-Biron et Bernard de Gontaut-Biron, seront députés des Basses-Pyrénées. Sa fille Agnès est la mère du peintre Jean de Gaigneron.

### Une distinction exceptionnelle
Nommé par Adolphe Thiers ambassadeur de la République française près l'empereur d'Allemagne, dans les circonstances difficiles de l'occupation d'une partie du territoire français par les troupes de ce dernier, le vicomte Élie de Gontaut-Biron parvint à obtenir une libération anticipée des forces étrangères, dès le début de 1873. Dans ces circonstances, Thiers décida de l'honorer d'une manière exceptionnelle en l'élevant directement au grade de grand'croix de l'ordre de la Légion d'honneur sans jamais avoir été nommé précédemment dans un grade inférieur. Ceci est un fait unique dans toute l'histoire de l'ordre. À cette occasion, le général Vinoy, grand chancelier de la Légion d'honneur, écrivit le 14 mars 1873 au comte Charles de Rémusat, alors ministre des Affaires-étrangères, une longue missive. Trois jours après cette lettre, Thiers faisait paraître au Journal officiel cinq décrets, signés le même jour, nommant le vicomte Élie de Gontaut-Biron chevalier, puis officier, commandeur, grand officier et enfin grand'croix de la Légion d'honneur.

### Mariage et descendance
Elie de Gontaut-Biron épouse à Paris le 31 mai 1841 Augustine Henriette Mathilde Radegonde de Lespinay (Paris, 20 mars 1823 - Pau, 19 mai 1867), fille de Louis Armand de Lespinay, marquis de Lespinay, maréchal de camp, et de Herminie Cordon de Montguyon. Dont quinze enfants :
- Anne de Gontaut-Biron (Paris, 31 juillet 1842 - Paris 16e 1er novembre 1925), mariée en 1863 avec Raoul Le Sage d'Hauteroche d'Hulst (1839-1875), frère de Mgr Maurice d'Hulst, puis en 1889 avec le comte Ernest Armand, diplomate, député (1829-1898), sans postérité ;
- Pierre de Gontaut-Biron (Paris, 18 janvier 1844 - 14 février 1881), marié avec Emma Maria Ogden le 22 avril 1878 ;
- Paul de Gontaut-Biron, officier de cavalerie, chevalier de la Légion d'honneur (Paris, 14 septembre 1845 - Gelos, 26 décembre 1938), marié en 1873 avec la princesse Hélène Troubetskoy (1849-1934), sans postérité ;
- Marie de Gontaut-Biron (Baron, 5 juillet 1849 - Paris, 17 avril 1922), mariée en 1876 avec Archambaud de Talleyrand-Périgord (1845-1918) dont postérité ;
- Adèle de Gontaut-Biron (Saint Blancard, 5 août 1848 - Paris 16e, 31 décembre 1938), mariée en 1875 avec le prince Marc de Beauvau-Craon, député de la Sarthe, veuf de Marie Catherine Augustine d'Aubusson de La Feuillade (1816-1883), dont postérité ;
- Jean de Gontaut-Biron, officier d'infanterie de Marine (Baron, 9 décembre 1849 - Ile Saint Joseph, Guyane, 14 avril 1877), sans alliance ;
- Joseph de Gontaut-Biron, officier de cavalerie, député, puis sénateur des Pyrénées-Atlantiques (Baron, 29 juin 1851 - Pau, 15 mars 1924), marié en 1878 avec la princesse Emma de Polignac (1858-1936), sans postérité ;
- Félicité de Gontaut-Biron (Baron, 17 juillet 1852 - Bruxelles, 18 octobre 1941), mariée en 1877 avec le comte Arthur de Liedekerque (1840-1910), dont postérité ;
- Bernard de Gontaut-Biron, député, (Navailles, 30 juillet 1854 - Paris, 8 avril 1939), marié en 1885 avec Emma Cabibel (1859-1946), dont postérité ;
- Thérèse de Gontaut-Biron,, religieuse du Sacré-Cœur (Navailles, 15 janvier 1858 - Amiens, 3 janvier 1937) ;
- Xavier de Gontaut-Biron, officier de cavalerie (Paris, 30 janvier 1859 - Paris, 5 juillet 1897), marié en 1887 avec Marie de Virieu (1859-1938), dont postérité ;
- Geneviève de Gontaut-Biron (Navailles, 11 janvier 1860 - Paris, 6 mai 1903), sans alliance ;
- Agnès de Gontaut-Biron (Navailles, 21 janvier 1862 - Paris, 22 janvier 1941), mariée en 1886 avec Maxime de Gaigneron-Morin (1842-1908), dont notamment le peintre Jean de Gaigneron ;
- Edmond de Gontaut-Biron, officier de cavalerie (Navailles, 23 février 1863 - Paris, 25 octobre 1901), sans alliance ;
- Gaston de Gontaut-Biron, officier de cavalerie, chevalier de la Légion d'honneur, (Navailles, 23 février 1863 - Melun, 19 mars 1895), marié en 1888 avec Béatrix de Virieu-Beauvoir (1865-1950), dont postérité[5].

## Publications
- Mon ambassade en Allemagne (1872-1873), Paris, Plon-Nourrit, 1906. L'ouvrage est réédité en 2024 par Pierre Hillard, qui en écrit également la préface, sous le titre Les « Mémoires » du vicomte de Gontaut-Biron : le Vicomte de Gontaut-Biron ou la vraie dissidence, 603 p., autoédition TheBookEdition  (ISBN 9782959281808).
- Dernières années de l'ambassade en Allemagne de M. de Gontaut-Biron (1874-1877), avec un avant-propos et des notes par André Dreux, 1907, Paris, Plon, XI-391 pages.